# Karatau
Karatau (kazako: Қаратау, Qarataw) è un centro amministrativo della regione del Talas, situato nella Regione di Žambyl nel Kazakistan meridionale. Ha una popolazione stimata di circa 30 000 persone..  La città di Taraz si trova circa 100 km a sud-ovest.

## Etimologia
Il nome Karatau significa Montagna Nera in lingua kazaka. Karatau ha preso questo nome dalla catena montuosa presso cui si trova.